# Sociedade Filarmónica 1º de Dezembro da Encarnação

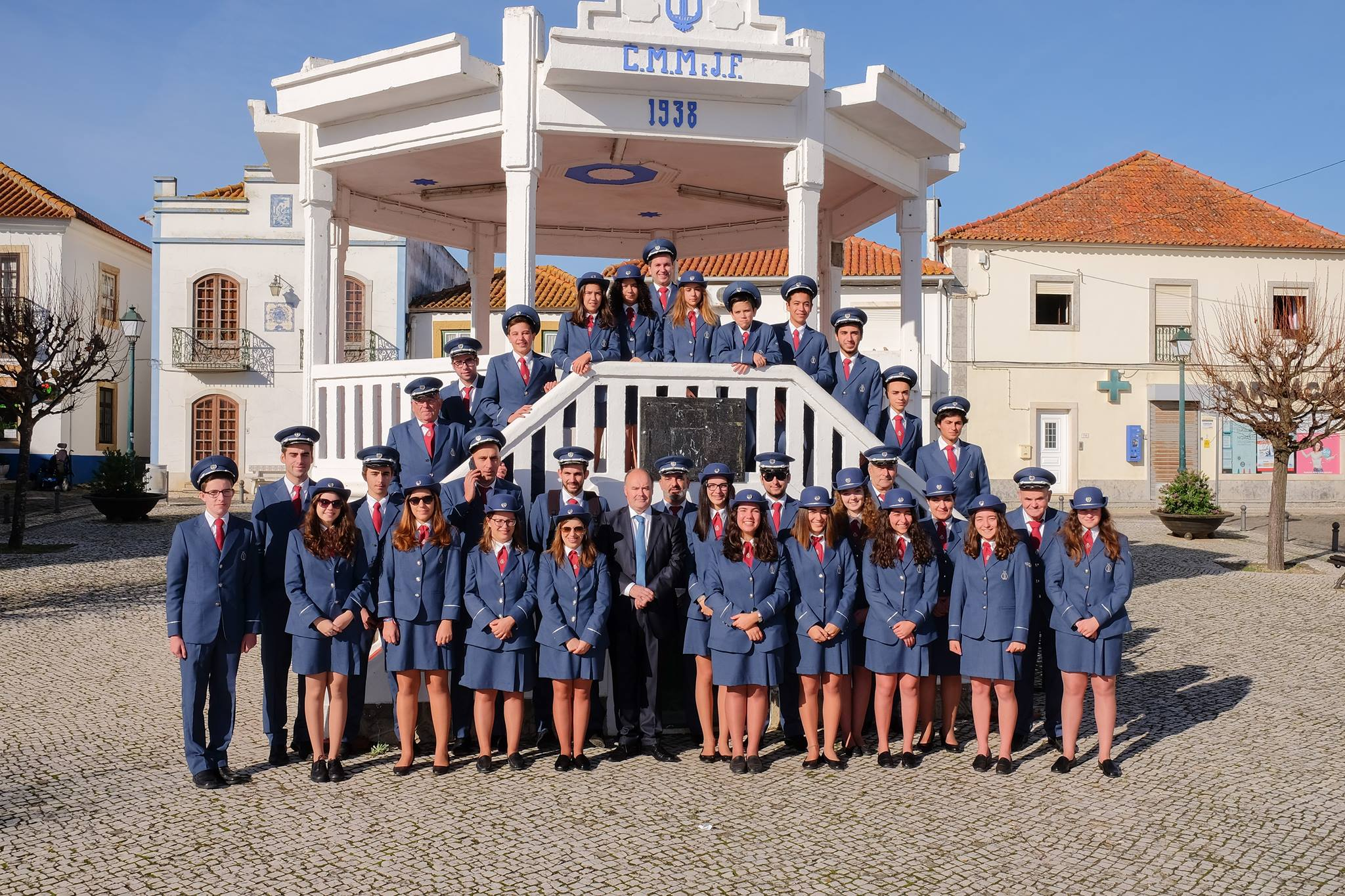
Sociedade Filarmónica 1º de Dezembro da Encarnação junto ao Coreto da Encarnação, 2019

A Sociedade Filarmónica 1º de Dezembro da Encarnação MHB é uma banda filarmónica portuguesa da freguesia de Encarnação, composta por 50 músicos com direcção artística a cargo do maestro Luís Martins. É uma banda centenária, sendo a mais antiga do Município de Mafra, a segunda mais antiga do Distrito de Lisboa e uma das mais antigas do país.
Faz parte da actividade desta banda a participação em procissões religiosas, concertos, desfiles, entre outras actividades musicais.
Possui também uma escola de música com cerca de 30 alunos.

## História

### Os primeiros passos
A Sociedade Filarmónica 1º de Dezembro foi fundada em 1840, estando entre os seus fundadores um pároco desta freguesia, o padre José da Silva que, simultaneamente, desempenhou os cargos de Regente e professor de música.
Por volta de 1872, foi regente desta banda um músico aposentado da Banda da Guarda Municipal de Lisboa, o mestre Severino José Caetano de Castilho e Sá, vindo da Ericeira.

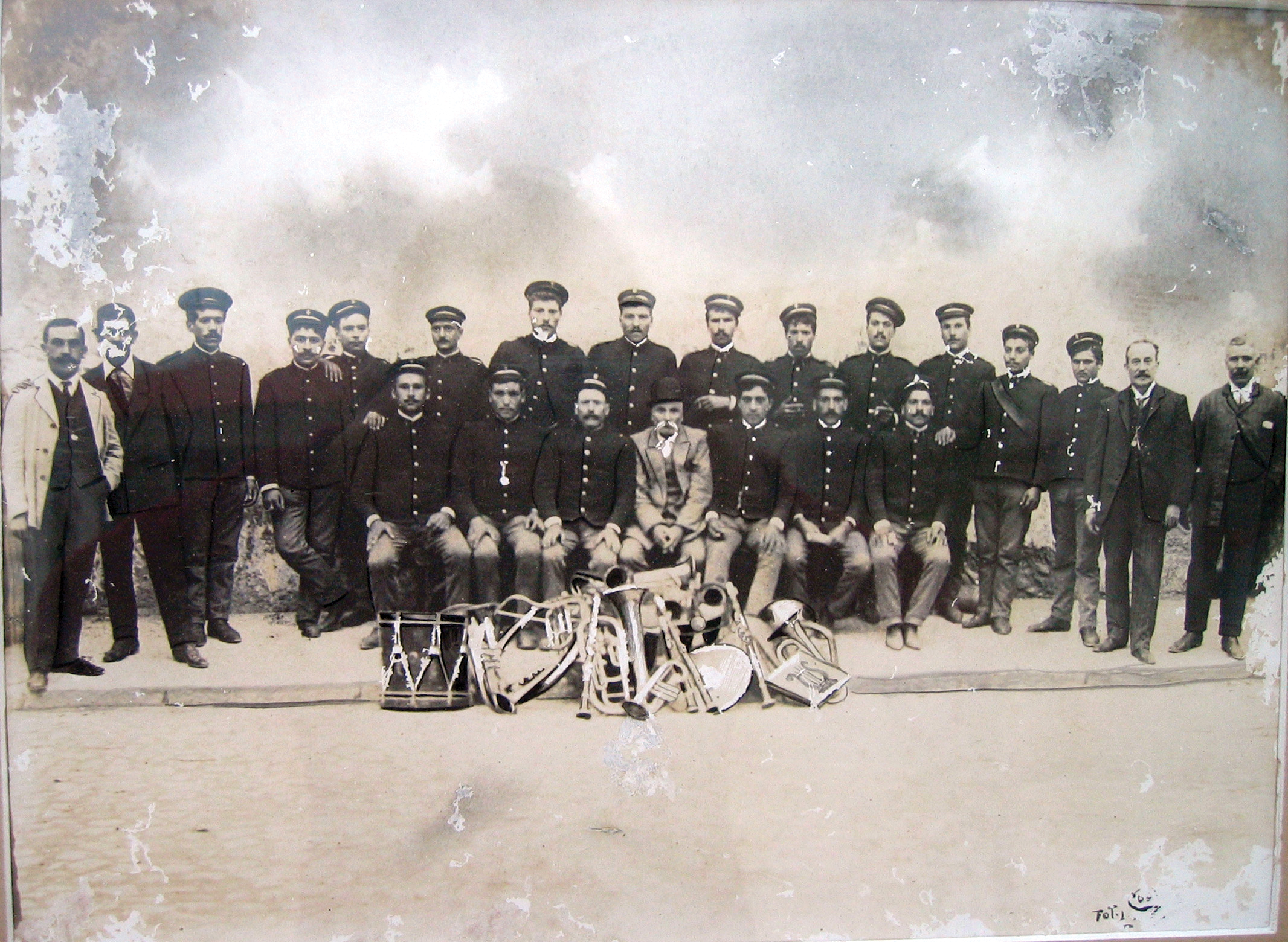
Sociedade Filarmónica 1º de Dezembro da Encarnação, por ocasião das comemorações do 1º Aniversário da República Portuguesa, 1911

Em 1911, a banda viria a ser convidada pelo Governo para estar presente nas comemorações do 1º aniversário da República Portuguesa.
Entre 1911 e 1920, aquando da regência por parte do Mestre Migueis, a banda encerraria as portas devido à falta de meios de subsistência e de músicos.

### O reabrir das portas
A banda voltaria a ressurgir em 1935, pela vontade de alguns indivíduos e antigos músicos, formando cirecção Marcelino Francisco, Álvaro da Cruz, e José Tavares de Oliveira. Foi convidado para regente o professor de música Eduardo de Oliveira Santos, que se manteve durante largos anos, até que pela sua idade e motivos de saúde, deixou de exercer o cargo, sendo substituído pelo 2º Sargento Músico do Exército, Adriano Nunes, que por alguns anos tomou conta da banda. Foi também pelas mãos deste regente que nasceu a escola de música, sendo aqui formados vários músicos e de onde surgiram actuações em serviços particulares e oficiais. Veio substituí-lo o 1º Sargento Apolinário, músico na EPI, sendo mais tarde o seu sucessor António de Almeida, 1º Sargento da Marinha, que por motivos imprevistos permaneceu durante pouco tempo.

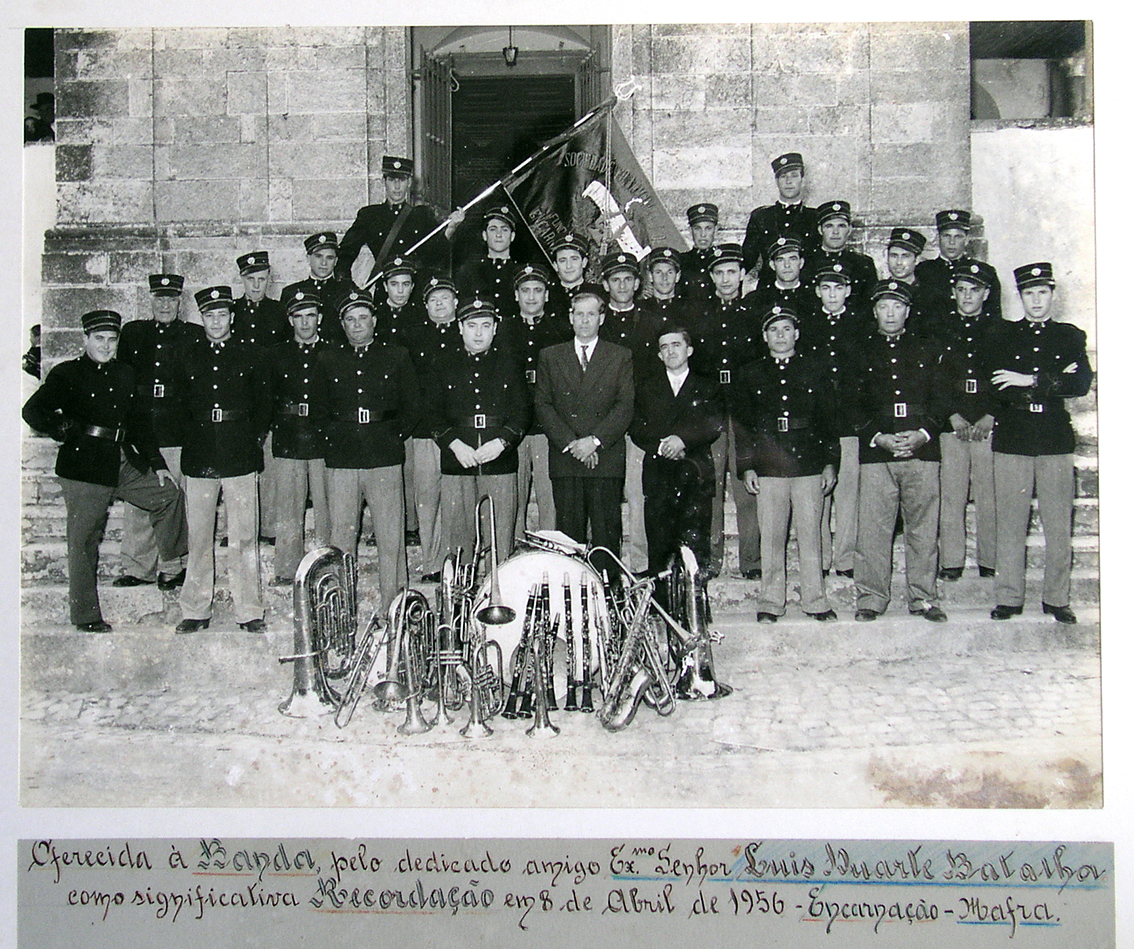
Sociedade Filarmónica 1º de Dezembro da Encarnação, 1956

Em 1950 foi formada nova direcção, composta pelo reeleito Marcelino Francisco e por Luís Ramos, Joaquim Moreira, e Jaime Moreira, estando como regente Zózimo Almeida Cabecinha, mas também foi curta a sua permanência, tendo sido convidado para regente o 1º Sargento António Luís da Costa, que estaria a exercer os serviços na EPI. No final deste mandato foi eleita uma nova Direcção, composta por Norberto Firmino, José Henriques de Oliveira, Ambrósio Rodrigues e António Assis, os quais durante o seu mandato, trabalharam para a aquisição de uma sala de ensaio, que foi cedida à Banda pela Junta de Freguesia, onde esteve instalada durante alguns anos.
Em 1951 na sua escola de música, foi aprendiz Luís Filipe Moreira, que em 1960 ingressou na Banda da EPI em Mafra como aprendiz de música, sendo um dos primeiros a dar este passo, e a fazer carreira como músico profissional.
Em 1955, a Direcção foi substituída por Luís Ramos, José Adriano Rodrigues, Faustino Gomes e José Pereira Dias, sendo também convidado um novo regente, Manuel Martins dos Santos, Segundo Sargento Músico na Banda do Exército, que durante alguns anos se deslocou de Lisboa à Encarnação para ensaios e serviços, até que por motivos de saúde foi substituído por João Marcelino, 1º Sargento Músico da EPI. Mais tarde foi transferido de unidade, ficando a banda sob a regência do Tenente Amorim, então Chefe da Banda de Música da EPI, sendo mais tarde substituído por Manuel Falé, 1º Sargento Músico em Mafra.

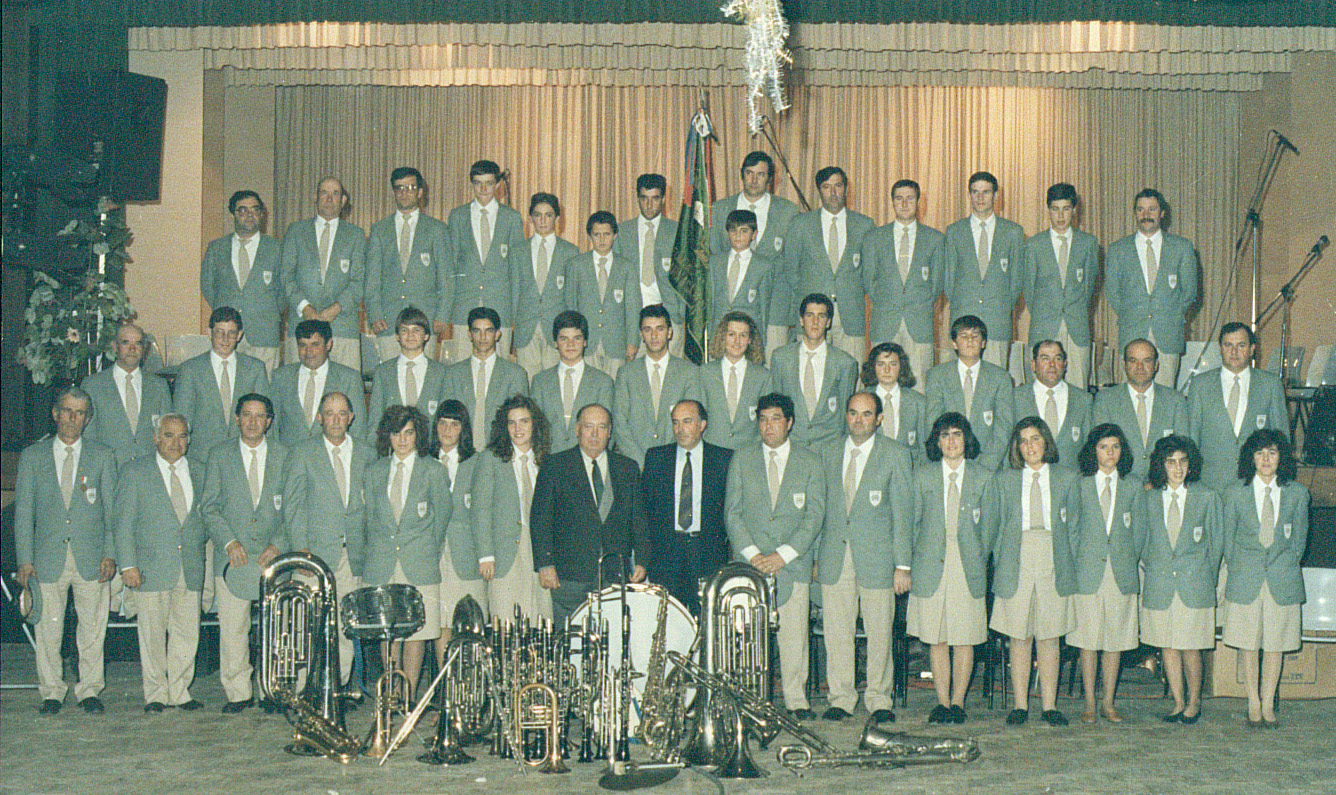
Fotografia da Banda da Encarnação tirada em 1990, junto ao palco da sua sede.

Durante este período, fizeram parte da Direcção e também da escola de música, Francisco Manuel Moreira e José dos Passos Rodrigues, Sargentos Músicos da Banda da EPI, e membros da banda.
A 10 de Outubro de 1971 foi feita Membro-Honorário da Ordem de Benemerência.
No ano de 1975, foi eleita nova Direcção, composta por José Adriano Alves Rodrigues, António Paulo dos Santos e João Luís Gomes Assis, passando neste período a vogais de Direcção Filipe Rodrigues, Luís Fernando Rosa e António Rodrigues.
Ainda neste ano, com o posto de 1º Sargento, Luís Filipe Moreira assumia a chefia da banda, tendo o posto de Sargento Chefe Músico, e sendo o Chefe da Banda de Música em Mafra. Durante a sua regência e ensino formou muitos jovens, tendo também sido nesta época que ingressaram na banda os primeiros elementos femininos.
Da escola de música saíram muitos músicos que ingressaram nas fileiras da Banda de Música da EPI, principalmente nas décadas de 60, 70 e 80, aí completando e desenvolvendo a sua formação musical, que juntamente com alguns reforços dessa banda militar, continuavam com a sua participação na banda da Encarnação.
Foi neste período que a banda participou no concurso da EDP, mais precisamente em 1985, tendo passado de fase, apresentando-se em concerto no Teatro Garcia de Resende em Évora.
O início do século XXI

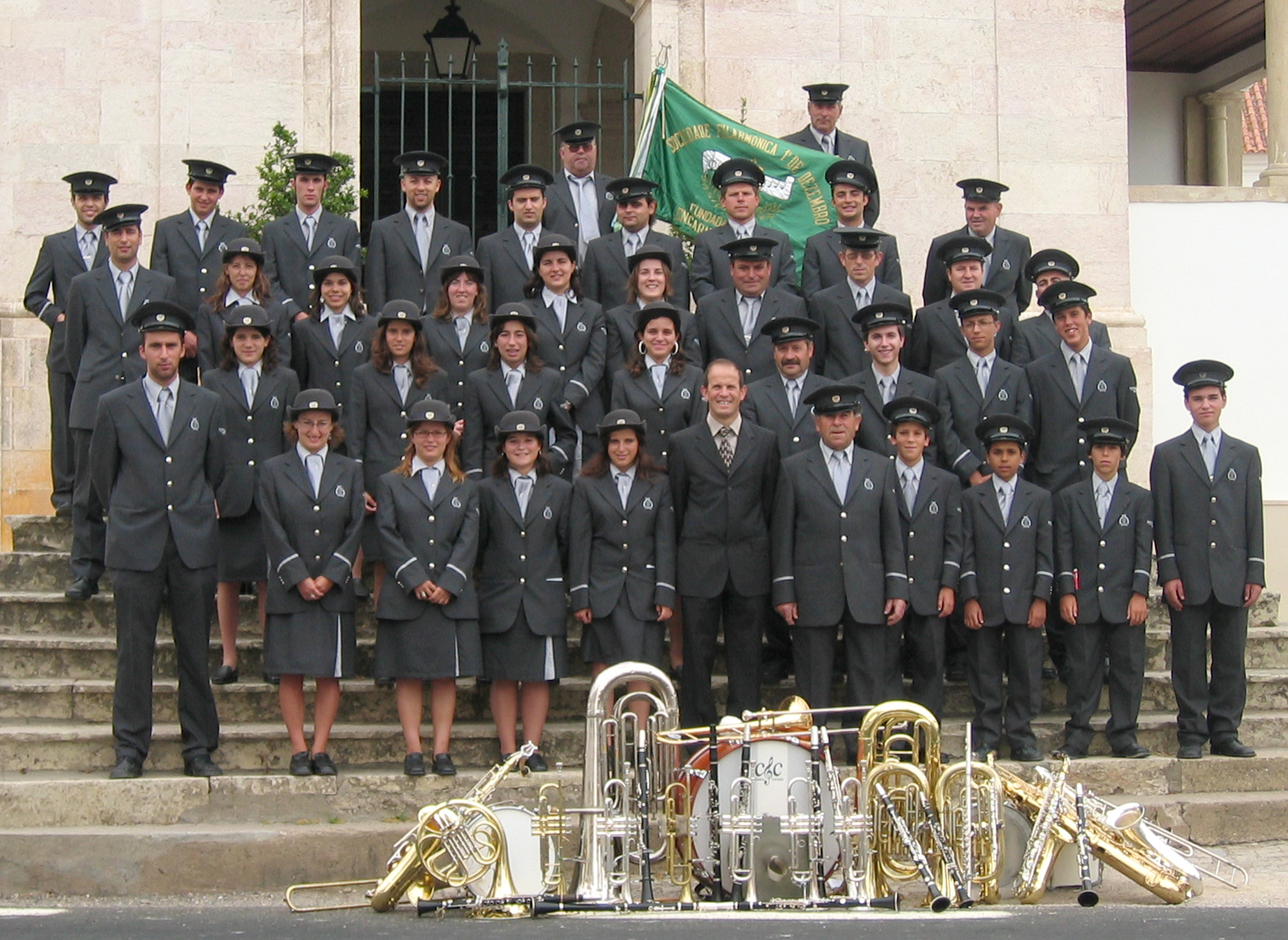
Fotografia da Banda da Encarnação tirada em 2005, junto à Igreja da Encarnação.

Em 2001 assumiriam a Direcção da banda José dos Passos Rodrigues, Nuno Raposo e Humberto Gomes.
Em dezembro de 2002, passou a assumir a direcção artística da Banda António Manuel Dias Rodrigues, assim como da escola de música em conjunto com Luís Filipe Moreira.
Em maio de 2010 tomaram posse novos corpos gerentes, sendo a nova Direcção presidida pelo Sr. Nuno Estrangeiro e composta pelos Sr.es Ricardo Rodrigues, Carina Alves, Joana Moreira, André Moreira e Paula Alves.
Em 29 de março de 2014 foi a vez de Lília Alves assumir a presidência da Direcção da Banda, tendo sido a primeira mulher a ser eleita para o cargo. Durante este período, são de notar, a Condecoração de Mérito da Cultura recebida do Secretário de Estado da Cultura a 31 de agosto de 2014, e a participação no Desfile de Bandas Filarmónicas em Lisboa a 1 de dezembro de 2016, em Comemorações do Dia da Restauração da Independência Nacional que contaram com a participação de 35 bandas de todo o país, num total de cerca de 1600 músicos.
Em outubro de 2018, passou a assumir a Direcção Artística da Banda o Maestro Joaquim Rodrigues, aproximadamente após 16 anos de regência pelo Maestro António Rodrigues.
No dia 22 de março de 2019 tomaram posse para o próximo triénio, os novos membros da Direcção: Leonor Moreira no cargo de Presidente, Marcelo Silva, Vice-Presidente, André Alves, Secretário, Carolina Reis, Tesoureira, e ainda 4 vogais, Vitor Santos, Gisela Camocho, Paulo Simões e Carlos Moreira.
No dia 10 de janeiro de 2020, passou a assumir a Direcção Artística da Banda o Maestro Artur Rouquina.
No dia 25 de setembro de 2021, passou a assumir a Direção Artística da Banda o Maestro Luís Martins.
No dia 26 de fevereiro de 2023 tomou posse os membros da Direção, com membros da direção anterior, tendo: Marcelo Silva como presidente, André Alves como vice-presidente, Ricardo Gomes como Secretário, Leonor Moreira como Tesoureira. 